# Antonio de Abreu
Ne doit pas être confondu avec Antonio Abreu ou José Antonio Abreu.
Pour les articles homonymes, voir Abreu.
Antonio De Abreu (né en 1480 et mort en 1514) fait partie des aventuriers portugais qui ont exploré les routes de l'Inde et des Épices au début du XVIe siècle.

## Biographie
En 1511, il participe avec Afonso de Albuquerque à la prise de Malacca. Ce dernier le nomme alors à la tête d'une expédition de trois navires dont l'un d'eux sera conduit par le capitaine Francisco Serrão. La mission de l'amiral est la suivante : il doit atteindre les Moluques, source d'approvisionnements de plusieurs épices, dont la noix de muscade. À cette occasion, il découvrit l'île de Timor dont la partie orientale, désormais indépendante, resta portugaise jusqu'en 1975.